# Magusa orbiferella
Magusa orbiferella là một loài bướm đêm trong họ Noctuidae.